# Mistrzostwa Świata w Short Tracku 2012
Mistrzostwa Świata w Short Tracku 2012 – 37. edycja mistrzostw świata w short tracku. Zawody odbyły się w chińskim Szanghaju w dniach 9-11 marca 2012 roku.

## Klasyfikacja medalowa
| Lp. | Kraj              | Złoto | Srebro | Brąz | Razem |
| 1.  | Korea Południowa  | 5     | 4      | 5    | 14    |
| 2.  | Chiny             | 4     | 2      | 0    | 6     |
| 3.  | Kanada            | 3     | 2      | 5    | 10    |
| 4.  | Włochy            | 0     | 2      | 1    | 3     |
| 5.  | Stany Zjednoczone | 0     | 1      | 1    | 2     |
| 6.  | Holandia          | 0     | 1      | 0    | 1     |

## Medaliści
| Konkurencja | Złoto                                                                                                   | Srebro                                                                            | Brąz                                                                      |
| Mężczyźni   | |                                                                                   |                                                                           |
| 500 metrów  | Olivier Jean                                                                                            | Charles Hamelin                                                                   | Kwak Yoon-gy                                                              |
| 1000 metrów | Kwak Yoon-gy                                                                                            | Noh Jin-kyu                                                                       | Charles Hamelin                                                           |
| 1500 metrów | Noh Jin-kyu                                                                                             | Kwak Yoon-gy                                                                      | Sin Da-woon                                                               |
| 3000 metrów | Kwak Yoon-gy                                                                                            | Noh Jin-kyu                                                                       | Sin Da-woon                                                               |
| Wielobój    | Kwak Yoon-gy                                                                                            | Noh Jin-kyu                                                                       | Olivier Jean                                                              |
| Sztafeta    | Kanada · Charles Hamelin · Guillaume Bastille · François-Louis Tremblay · Olivier Jean · Liam McFarlane | Holandia · Niels Kerstholt · Daan Breeuwsma · Freek van der Wart · Sjinkie Knegt  | Korea Południowa · Kwak Yoon-gy · Lee Ho-suk · Noh Jin-kyu · Sin Da-woon  |
| Kobiety     | |                                                                                   |                                                                           |
| 500 metrów  | Fan Kexin                                                                                               | Arianna Fontana                                                                   | Lana Gehring                                                              |
| 1000 metrów | Cho Ha-ri                                                                                               | Li Jianrou                                                                        | Valérie Maltais                                                           |
| 1500 metrów | Li Jianrou                                                                                              | Liu Qiuhong                                                                       | Marie-Ève Drolet                                                          |
| 3000 metrów | Valérie Maltais                                                                                         | Arianna Fontana                                                                   | Marie-Ève Drolet                                                          |
| Wielobój    | Li Jianrou                                                                                              | Valérie Maltais                                                                   | Arianna Fontana                                                           |
| Sztafeta    | Chiny · Liu Qiuhong · Kong Xue · Fan Kexin · Li Jianrou                                                 | Stany Zjednoczone · Lana Gehring · Jessica Smith · Emily Scott · Tamara Frederick | Korea Południowa · Cho Ha-ri · Choi Jung-won · Son Soo-min · Lee Eun-byul |